# Генерал-інспектор бомбардувальної авіації Люфтваффе
Генерал-інспектор бомбардувальної авіації Люфтваффе (нім. Inspekteur der Kampfflieger) — посадова особа у німецькому Верховному командуванні Люфтваффе за часів Третього Рейху, відповідальна за підготовку, навчання, тренування та вироблення тактики застосування бомбардувальної авіації Повітряних сил. Не мав оперативного керівництва над усіма бомбардувальними ескадрами, частинами тощо. Спочатку посада іменувалася інспектор бомбардувальної авіації Люфтваффе, а з 1942 року — генерал бомбардувальної авіації Люфтваффе.

## Інспектори бомбардувальної авіації
| #                                                                     | Фото | Ім'я (роки життя)                                                | Військове звання  | Термін в посаді                  |
| --------------------------------------------------------------------- | ---- | ---------------------------------------------------------------- | ----------------- | -------------------------------- |
| Інспектори бомбардувальної авіації (нім. Inspekteur der Kampfflieger) |      |                                                                  |                   |                                  |
| 1                                                                     |      | Пауль Шультайсс (нім. Paul Schultheiss) (1893–1944)              | оберст            | січень — жовтень 1940            |
| 2                                                                     |      | Йоганнес Фінк (нім. Johannes Fink) (1895–1981)                   | генерал-лейтенант | 21 жовтня 1940 — 31 жовтня 1942  |
| Генерали бомбардувальної авіації (нім. General der Kampfflieger)      |      |                                                                  |                   |                                  |
| 3                                                                     |      | Дітріх Пельтц (нім. Dietrich Peltz) (1914–2001)                  | генерал-майор     | 1 січня — 3 вересня 1943         |
| 4                                                                     |      | Йоахім Гельбіг (нім. Joachim Helbig) (1915–1985)                 | оберст-лейтенант  | березень — серпень 1943, ТВО     |
| 5                                                                     |      | Вальтер Марінфельд (нім. Walter Marienfeld)                      | оберст-лейтенант  | лютий — 1 жовтня 1944            |
| 6                                                                     |      | Вальтер Шторп (нім. Walter Storp) (1910–1981)                    | генерал-майор     | 1 жовтня 1944 — 31 січня 1945    |
| 7                                                                     |      | Вернер Баумбах (нім. Werner Baumbach) (1916–1953)                | оберст            | листопад 1944 — січень 1945, ТВО |
| 8                                                                     |      | Ганс-Геннінг фон Бойст (нім. Hans-Henning von Beust) (1913–1991) | оберст            | лютий — травень 1945, ТВО        |